# Czaplin (przystanek kolejowy)
Czaplin – zlikwidowany przystanek kolejowy w Czaplinie Małym w województwie zachodniopomorskim, w Polsce.